# Aníbal Biggeri
Aníbal Fabián Biggeri (ur. 15 lutego 1965 w Buenos Aires) – argentyński piłkarz pochodzenia włoskiego występujący na pozycji bramkarza, trener piłkarski.

## Kariera klubowa
Biggeri pochodzi ze stołecznego Buenos Aires i jest wychowankiem akademii młodzieżowej klubu Argentinos Juniors. Nie potrafił się jednak przebić do pierwszej drużyny, która należała wówczas do czołowych w Argentynie, a jego rywalami o miejsce w bramce byli w tamtym okresie m.in. reprezentanci kraju Ubaldo Fillol i Enrique Vidallé. Karierę kontynuował w drugoligowym Estudiantes de Caseros, by następnie powrócić na dwa lata do Argentinos. Ponownie nie zanotował jednak w tym zespole żadnego występu.
W kolejnych latach Biggeri występował na trzecim szczeblu rozgrywkowym jako zawodnik stołecznych klubów – kolejno Defensores de Belgrano, Deportivo Merlo i Chacarita Juniors. W sezonie 1993/1994 wywalczył z Chacarita awans do drugiej ligi argentyńskiej, będąc rezerwowym golkiperem dla Manuela Arrabala. Bezpośrednio po tym w wieku 29 lat zakończył profesjonalną grę w piłkę.

## Kariera trenerska
Po zakończeniu kariery Biggeri został asystentem trenera Ricardo Caruso Lombardiego, z którym współpracował w trzecioligowych CA All Boys (2002–2003) i CA Tigre (2004–2006). W sezonie 2004/2005 wraz z Caruso Lombardim wywalczył z Tigre awans do drugiej ligi. W latach 2007–2013 ponownie pracował w All Boys, tym razem jako asystent José Romero. W tej roli w sezonie 2007/2008 awansował z All Boys do drugiej ligi, natomiast w sezonie 2009/2010 do najwyższej klasy rozgrywkowej. 
W lutym 2013 Biggeri rozpoczął pracę jako pierwszy trener, obejmując trzecioligową drużynę CA Temperley. W pierwszym sezonie uchronił go przed relegacją, a jeszcze bardziej udanie jego podopieczni zaczęli kolejne rozgrywki (dwie porażki w dwudziestu meczach), zostając jednym z najpoważniejszych kandydatów do awansu. W lutym 2014 został niespodziewanie zwolniony po czterech meczach bez zwycięstwa z rzędu, gdy jego ekipa zajmowała drugie miejsce w tabeli. Drużynę Temperley przejął od niego Ricardo Rezza, który na koniec sezonu 2013/2014 awansował z nią do drugiej ligi. We wrześniu 2014 objął swój były zespół z czasów zawodniczych – trzecioligowy Chacarita Juniors. W półrocznym sezonie 2014 w świetnym stylu – pod jego kierownictwem drużyna nie przegrała ani razu w dwunastu meczach – awansował z nim na zaplecze najwyższej klasy rozgrywkowej. W drugiej lidze Chacarita mimo dobrego początku sezonu, popadła następnie w poważny kryzys, notując serię czternastu ligowych spotkań z rzędu bez zwycięstwa. W lipcu 2015 Biggeri złożył rezygnację ze stanowiska.
We wrześniu 2015 Biggeri zastąpił Arnaldo Sialle w roli szkoleniowca trzecioligowego CA Atlanta, jednego z faworytów do promocji. Plasował się z nim w ścisłej czołówce rozgrywek (kolejno czwarte i drugie miejsce w tabeli), lecz nie zdołał zrealizować postawionego przed nim celu w postaci awansu do drugiej ligi i w czerwcu 2016 zrezygnował z prowadzenia Atlanty. Trzy miesiące później objął drugoligowca CA Los Andes. Z przeciętnym skutkiem prowadził go przez kolejne dziesięć miesięcy, po czym zdecydował się odejść z klubu. W styczniu 2018 wyjechał do Ekwadoru, zostając trenerem tamtejszego Deportivo Cuenca. W kontynentalnych rozgrywkach Copa Sudamericana 2018 awansował z nim do drugiej rundy, lecz równocześnie jego zespół bardzo kiepsko spisywał się w rozgrywkach ligowych (jedno zwycięstwo w dziewięciu meczach), co poskutkowało zwolnieniem Biggeriego już po czterech miesiącach pracy. Jako inne przyczyny niepowodzenia szkoleniowca media podawały znaczące osłabienie personalne drużyny przed sezonem, niedopasowanie stylu gry do możliwości zespołu oraz problem z utrzymaniem dyscypliny wśród zawodników.
We wrześniu 2018 Biggeri powrócił do drugoligowego CA Los Andes, gdzie zanotował fatalny pobyt – wygrał zaledwie raz w trzynastu meczach i w lutym złożył rezygnację z posady, zostawiając zespół na ostatnim miejscu w tabeli. Na koniec sezonu drużyna Los Andes, prowadzona już przez Juana Carlosa Koprivę, spadła do trzeciej ligi. W kwietniu 2019 również i Biggeri zszedł o ligę niżej, obejmując ekipę CSD Tristán Suárez z trzeciego poziomu rozgrywkowego.